# Moviment Nacional Somali

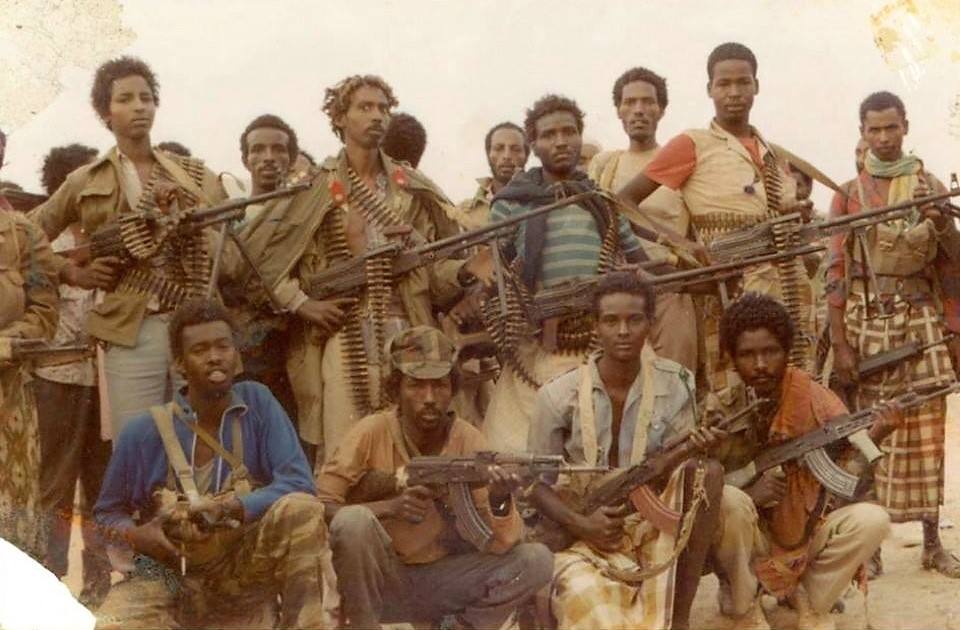
Combatents SNM als anys vuitanta

El Moviment Nacional Somali fou un partit polític de Somàlia i després de la República de Somaliland, basat en el grup de clans issaq (al nord-oest) i parcialment amb el grup dir (sud) i membres individuals dels grups gadabursi, warsangeli, dhulbahante i issa, tots ells de l'antiga Somàlia Britànica.
El Moviment Nacional Somali fou fundat formalment l'abril de 1981 amb grups a Londres, Aràbia Saudita i de l'interior. El seu primer president fou Ahmed Mohamed Gulaid, àlies Jimaleh, membre del subclan Habar Awdal dels issaq, que residia a Londres amb Hassan Aden Wadadid de vicepresident. La presidència es va anar renovant i el segon president fou Yusuf Sheikh Ali Sheikh Madar, del mateix subclan; el tercer fou Abdulkadir Kosar Abdi, del subclan Habar Yunis; el quart Ahmed Mohamed Mohamud àlies Silanyo, del subclan Haber Jeclo; i el cinquè Abdulrahamn Ahmed Ali, àlies Tuur o Tur, del subclan Habar Yunis, que fou el primer president de Somaliland. La personalitat de més alt rang que no era issaq fou un Hawiye, Ali Mohamed Ossoble àlies Wardhigley, que fou vicepresident en el mandat Silanyo.
Inicialment va sorgir com un grup anticomunista, menys basat en la distribució de clans, però les massacres d'issaqs el [1989]-1990 van canviar la tendència i van esdevenir un moviment de base issaq i defensora dels interessos d'aquest grup. En lloc d'ampliar el moviment a altres clans van ajudar a fundar el Moviment Patriòtic Somali dels ogadenis i el Congrés de la Somàlia Unificada del grup Hawiye.
El 1982 el comitè executiu es va traslladar de Londres a Addis Abeba quant es van produir actes repressius a Hargeisa per part del govern de Siad Barre i algunes desercions a l'exèrcit nacional, incloent alguns alts oficials que es van passar al MNS. El president d'Etiòpia coronel Menguistu Haile Mariam va donar suport al moviment en uns moments de conflicte amb Somàlia. El Front Democràtic de Salvació de Somàlia va voler fusionar amb el MNS però aquest va refusar i el 1985 (potser finals del 1984) Etiòpia es va decantar pel suport més actiu al MNS i la congelació del FDSS. El MNS va refusar les condiciones de Líbia per rebre ajut financer. El principal ajut va venir del Iemen del Sud, aliat incondicional de la Unió Soviètica i, per tant, oposat al règim de Somàlia que tot i ser comunista estava alineat amb els Estats Units i enfrontat a l'altre estat pro soviètic de la zona (Etiòpia). 500 homes foren armats i equipats el Iemen del Sud, i foren aquestos els que van començar les operacions militars des Etiòpia el mateix 1982. Un raid espectacular va alliberar un miler de presos polítics de la presó de Mandera, i una altra incursió va alliberar al coronel Abdillahi Askar i altres oficials quan estaven a punt de ser executats en públic.
El 1984 el comandament etíop a Harrar (Harar) i el comandant de la milícia del MNS coronel Mohamoud Sheekh àlies Shine van negociar un acord que posava en mans del MNS tot el suport militar i logístic etíop però el moviment havia d'informar de tots els seus moviments al comandament etíop. El 1987 i 1988 els membres Hawiye del MNS van dimitir i van sortir del moviment després d'una campanya del govern somali, però això no va debilitar al MNS i el va consolidar com un grup exclusivament Issaq.
L'abril de 1988 Menguistu i Barre van signar la pau. Un dels punts de l'acord fou l'aturada del suport que l'MNS rebia d'Etiòpia i el Front d'Alliberament de Somàlia Occidental (FLSO) de Somàlia. Però les milícies del MNS en lloc d'acceptar un trasllat dins Etiòpia van sortir del país i van establir bases a l'interior mateix de Somàlia. En un atac sorpresa van ocupar Burao (27 de maig de 1988) i part de la ciutat d'Hargeisa (el 30 de maig de 1988). El govern somali va bombardejar les ciutats, i va recórrer a tota mena d'accions per expulsar els guerrillers; els abusos comesos van produir revoltes populars al nord i desercions militars arreu del país.
Mentre Barre havia aconseguit que la dòcil direcció del FDSS (majertins, dhulbahantes i warsangelis del grup Darod) li donés suport no compartit per les bases ni potser tampoc per la direcció empresonada a Etiòpia. Membres del FDSS a títol individual, van combatre amb el MNS i especialment els Dhulbahante i Warsangeli del que fou l'antiga Somàlia Britànica, que després van donar suport a la constitució de la República del Somaliland. En canvi els majertins, dhulbahantes i warsangelis del sud de la que fou la Somàlia Italiana es van escindir i van formar el Moviment Nacional Somali del Sud, i foren oposats a la independència de Somaliland.
A finals de 1988 i sobretot el 1989 l'increment de les accions de resistència en altres llocs de Somàlia pel Congrés de la Somàlia Unificada i el Moviment Patriòtic Somali, va permetre al MNS operar amb més eficàcia contra un enemic que havia de dividir les seves forces.
Derrotat Siad Barre el gener de 1991, el Moviment Nacional Somali controlava tot el nord del país; va convocar una reunió el març del 1991 de tots els ancians dels clans que no eren del grup issaq però vivien a l'antiga Somàlia Britànica, i de tots els clans issaq l'abril del mateix any, a Hargeisa. Un congrés del MNS es va fer a finals d'abril amb assistència de representants de tots els clans issaq i no issaq, conegut com el Congrés o Guurti (assemblea) dels Ancians a Burao. El Congrés es va pronunciar majoritàriament (derrotant la proposta de la direcció) per la creació d'una república independent del Somalilàndia que fou proclamada el 18 de maig de 1991.
A aquesta república el 65% dels habitants són issaqs. En el primer govern 4 dels 18 ministres foren d'altres grups que els issaqs i 19 dels 90 membres de la direcció són no issaqs. La milícia del partit fou desmobilitzada però en realitat s'ha convertit en un grapat de petites milícies de subclans que exerceixen un cert control sobre el territori corresponent. A l'oest, el subclan hadar awdal fins i tot considera el districte d'Awdal una república autònoma dins de Somaliland.